# Guerra das Castanheiras
A Guerra das Castanheiras foi uma mobilização e greve de trabalhadoras da Companhia Industrial de Óleos do Nordeste - CIONE, situada em Fortaleza, Ceará, Brasil, entre os meses de novembro e dezembro de 1968. A Guerra das Castanheiras foi um evento político e social protagonizado por trabalhadoras com ênfase no protagonismo das mulheres em meio ao regime militar brasileiro, para reivindicar melhores salários e condições de trabalho, além de defender a não-punição das trabalhadoras mobilizadas. A Guerra das Castanheiras pode ainda ser classificada como um movimento grevista, movimento de trabalhadoras, movimento popular, influenciados por ideias de extrema-esquerda.

## Indústrias de Beneficiamento da Castanha de Caju no Ceará
Podemos localizar a existência de pelo menos 14 indústrias de beneficiamento de castanha de caju no Ceará em funcionamento em 1968, com diversas origens de capital, seja nacional ou estrangeiro como ilustra a tabela abaixo:
| Razão Social                                                  | Cidade    | Fundação | Proprietários                                                            | Origem do Capital                                                                              |
| ------------------------------------------------------------- | --------- | -------- | ------------------------------------------------------------------------ | ---------------------------------------------------------------------------------------------- |
| Brasil Oiticica S/A                                           | Fortaleza | 1934     | Heury Lawrence Marshal; Antonio Rodrigues Carneiro                       | Estadunidense, Condoroil; Tintas Ipiranga.                                                     |
| CISA - Caju Industrial S/A                                    | Pacajus   | 1958     | Vicente Coelho Barcelos; Luis Campelo Gentil                             | SUDENE; Antes fabricavam doces caseiros.                                                       |
| Casa Quirino Rodrigues S/A - Indústria Comércio e Agricultura | Sobral    | 1960     | Edmundo Rodrigues; João Rodrigues Santos                                 | Comércio em Cariré desde 1916; Comércio e beneficiamento de couro em 1948 em Sobral            |
| CAJUBRAS - Cajú do Brasil S/A - Agroindústria                 | Pacajus   | 1961     | Antonio Cláudio Gomes Figueredo; Pedro Antonio Philomeno Gomes Figueredo | Proprietários de terras; Fábrica têxtil; Beneficiamento e comércio de couro e cêra de carnaúba |
| CIONE - Companhia Industrial de Óleos do Nordeste S/A         | Fortaleza | 1962     | Jaime Thomaz de Aquino; Valdemiro Thomaz de Aquino                       | Iniciou com o comércio de caminhão e castanhas; Expansão a partir da SUDENE                    |
| Araújo e Alves - Usina Lindoya                                | Fortaleza | 1963     | José Amilcar Mendes de Araújo                                            | Indústria e comércio de carne; Beneficiamento de algodão                                       |
| COBICA - Cia Brasileira de Industria de Castanha de Caju      | Fortaleza | 1965     | Osny Azevedo de Castro Monteiro; Osny Monteiro Júnior                    | Fábrica de móveis hospitalares e aparelhos eletro-médicos                                      |
| IACOL - Indústria e Agricultura Castanha e Óleo S/A           | Bela Cruz | 1965     | Edmundo Rodrigues; Quirino Rodrigues Santos Neto                         | Mesma origem da Casa Quirino                                                                   |
| FAISA - Fortaleza Agro-Industrial S/A                         | Fortaleza | 1966     | Geraldo Amaral Rola                                                      | Empresa do grupo EIT; Obras Públicas - Recife 1951                                             |
| OLICAL - Oliveira Cavalcante e Cia                            | Fortaleza | 1966     | Luís Cidrão Oliveira                                                     | Exportação de couro e castanha de caju                                                         |
| Irmãos Fontenelle S/A                                         | Fortaleza | 1966     | Humberto Feijó Fontenelle; Roberto Fontenelle                            | Exportação de couro, cera de carnaúba e castanha de caju                                       |
| CAJUNORTE - Castanha de Cajú do Nordeste S/A                  | Marco     | 1968     | Jaime Thomaz de Aquino; José Amilcar Mendes de Araújo                    | As mesmas do grupo CIONE e Lindoya                                                             |
| Caucaia Industrial S/A - Caisa                                | Caucaia   | 1974     | Ernani de Queiroz Viana; Otacílio de Almeida Braga                       | SUDENE                                                                                         |
| CASCAJU - Cascavel Castanha de Caju Ltda.                     | Cascavel  | 1968     | Edson Queiroz                                                            | Comercialização de gás liquefeito                                                              |

## Movimento grevista
A imensa maioria das operárias da CIONE morava nos bairros da região do Antônio Bezerra e Barra do Ceará, Jardim Iracema, Quintino Cunha, entre outros bairros da periferia de Fortaleza.
O período anterior à greve era de enorme insatisfação dentro da fábrica, com os salários engolidos pela inflação. Todavia, as insalubres e inseguras condições de trabalho foram os principais catalisadores do movimento entre as operárias. Afinal, as condições eram péssimas, e mesmo Franzé afirmando que havia poucos casos de acidentes de trabalho, os testemunhos das operárias e do sindicalista Jaime Libério sobre o processo de extração do LCC, e o processo de corte, nos mostra não somente que havia muitos riscos no trabalho, como também que eram comuns lesões ocasionadas por operações de trabalho devido à falta de maquinário e equipamentos adequados.
O efeito disso era que muitas funcionárias tinham que se afastar do serviço para se recuperarem dos ferimentos ou mesmo da pressão que sofriam dos fiscais no processo produtivo. Esse conflito de versões, quanto às condições de trabalho, entre sindicato e trabalhadores de um lado, e patrões de outro, também foi ilustrado em reportagem do Jornal O Povo.
E com essa espontaneidade grande parte das castanheiras da CIONE resolveu paralisar suas atividades em finais de novembro de 1968, decretando greve e exigindo negociação imediata da pauta de reivindicações que consistia em melhoria imediata das condições de trabalho (equipamentos de segurança, óleo de mamona virgem) e aumento salarial.

## Relação com a Ação Popular e a extrema-esquerda cearense
A AP – Ação Popular, era a única organização que tinha inserção direta dentro da fábrica da CIONE. Dirigiam o Sindicato dos Trabalhadores na Indústria da Extração de Óleos vegetais e Animais de Fortaleza (conhecido por Sindicato do Óleo), o presidente a época, João Batista, também era da Ação Popular. A AP tinha suas origens ligadas às bases da Igreja, a AC – Ação Católica, as juventudes católicas: JUC – Juventude Universitária, JEC – Juventude Estudantil Católica, JOC – Juventude Operária Católica. E foi sobretudo desta última de onde surgiram os contatos e primeiros sujeitos da pouca militância operária da AP, que já em 1968 havia incorporado o marxismo e adotado a concepção leninista de organização. A Ação Popular foi criada em 1963. Porém suas origens são mais antigas, relacionadas a Ação Católica e ao crescimento do humanismo cristão.
Para Jaime Libério a explosão da greve foi totalmente espontânea com iniciativa puramente da parte delas. Para ele, foi quando elas realmente resolveram parar que o sindicato entrou, prestando assistência e orientação, dando os rumos do processo. Já para José Machado Bezerra e Maria do Carmo, a “Cacau”, esta última da AP, o processo não foi tão espontâneo assim, para eles o trabalho feito pelo sindicato e pela própria AP anteriormente a greve foi decisivo. A nossa percepção a partir do que podemos constatar nas entrevistas chegam a mesma conclusão que Jacob Gorender sobre as Greves de Osasco em 1968: “foram espontâneas como todo movimento de massas o é”.

## Sindicato do Óleo
O Sindicato dos Trabalhadores da Indústria de Extração de Óleos Vegetais e Animais de Fortaleza teve sua carta sindical outorgada pelo Ministério do Trabalho em 26 de fevereiro de 1942. Durante a década de 1950 o Sindicato já têm grande importância no sindicalismo combativo cearense, em contraposição ao sindicalismo “pelego”. Para unificar o movimento sindical cearense, ainda em 1957, os trabalhadores no Sindicato do Óleo participam da organização do I Congresso de Trabalhadores do Estado do Ceará.
Havia uma geração de jovens operários ligados À JOC que viu espaço para fazer o sindicato aprofundar a organização dos trabalhadores da indústria de óleos vegetais por melhores condições de trabalho. Essa nova geração se articulou para formar uma chapa com maior ímpeto de combatividade e radicalidade no enfrentamento ao patrão e ao governo.
A gestão de João Batista a frente do Sindicato do Óleo se deu entre 1967 e 1969 num momento de acirramento da luta de classes em meio ao regime, anos em que os efeitos do arrocho salarial se conjugaram com fortes mobilizações por melhores condições de trabalho e recomposição salarial. Sua gestão buscava corresponder às expectativas de maior enfrentamento às condições miseráveis de trabalho e salário no beneficiamento de óleos no Ceará.
O Sindicato do Óleo, bem como sua relação com os demais sindicatos que estavam com diretorias autônomas face aos patrões e ao regime militar, foram fundamentais no processo de mobilização e organização da greve, mas seria difícil entender a gestação do processo e seu desenvolvimento e desfecho se não fôssemos mais a fundo na investigação dos agentes desta história. Por isso é fundamental entender o papel das esquerdas organizadas junto ao movimento.

## AI-5 e a perseguição as lideranças
Alguns dias após a greve foi promulgado o AI-5 e a extrema-esquerda e o movimento operário foram jogados na clandestinidade. Era impossível se manter ativo politicamente na clandestinidade exceto através de uma organização política.
Após a greve e com a implantação do AI-5 a repressão desceu fortemente contra aqueles que se mobilizaram, especialmente contra quem estava organizado na AP e à frente do sindicato. O AI-5 veio para apertar a coerção sobre os organismos da classe trabalhadora, para acabar com o ciclo de lutas dos movimentos sociais de 1968, para diluir as possibilidades de construção de uma contra-hegemonia. Os que estiveram na greve da CIONE viveram isso diretamente.
O sindicato do óleo sofreu intervenção, a diretoria eleita foi novamente deposta à força pelos aparatos repressivos do regime militar e em seu lugar colocaram sindicalistas “biônicos” que aceitaram obedecer a linha do regime e dos patrões para os sindicatos, eram inclusive conhecidos de outras diretorias.
Por fim podemos entender que essas mobilizações sociais, em especial a mobilização das classes subalternas em 1968 no Brasil, na qual a greve da CIONE se insere, apontava para uma disputa da hegemonia na sociedade civil, que estava sob um controle rígido dos organismos repressivos do regime militar. A revelia de sua força a forte coerção e controle do Estado não conseguiu impedir naquele momento e organização de uma vontade coletiva dos subalternos de alterar a situação de piora na qualidade de vida. Nesse sentido entendemos o AI-5 como uma resposta das classes dominantes, via governo militar, para maximizar a coerção sobre os aparelhos privados de hegemonia das classes subalternas que tentavam construir a contra-hegemonia na sociedade civil. Em sua dissertação de mestrado Marcelo Ramos trás um relato das memórias na clandestinidade de pessoas envolvidas envolvidas com a greve das castanheiras (3.5 Memórias da clandestinidade).